# HESS J1702-420
HESS J1702-420 est une source composite de rayons gamma de très haute énergie découverte en 2006 avec le High Energy Stereoscopic System lors d'une recherche de sources gamma dans le plan galactique. Sa distance précise est indéterminée puisqu'aucune source optique, infrarouge, ultraviolette ou radio n'a été reliée à HESS J1702+420 elle-même, même si certains modèles suggèrent une distance d'environ 3 500 pc (∼11 400 al) de la Terre. Malgré le fait qu'il s'agisse d'une source étendue, son centre se situe dans la constellation du Scorpion.

## Morphologie et origine
HESS J1702-420 est une source composite de rayons gamma à la morphologie complexe. Elle présente un profil variable selon la bande énergétique utilisée : très diffus en dessous de 2 TeV et une source quasi ponctuelle au-delà de 10 TeV. Cette morphologie peut être expliquée par deux phénomènes : l'interaction entre des protons relativistes et des protons stationnaires et le rayonnement Compton inverse.
Sa nature composite indique qu'elle est faite de deux composantes, HESS J1702-420A et HESS J1702-420B, dont l'indépendance est incertaine. La source d'origine de HESS J1702-420 est inconnue. Il existe cependant plusieurs hypothèses quant à l'origine du rayonnement gamma.

### Mécanisme

#### Désintégration des pions
Si HESS J1702-420A et HESS J1702-420B partageaient une origine commune, la morphologie variable pourrait s'expliquer par le régime de diffusion des protons. Les protons de très haute énergie sont accélérés dans (ou à proximité de) la source ponctuelle HESS J1702-420A et entrent dans des nuages denses d'hydrogène neutre environnant. L'émission gamma observée provient du processus de désintégration des pions et les changements morphologiques observés correspondent à la transition dans le régime de propagation des protons : les protons à haute énergie n'interagissent que très peu avec les champs magnétiques environnant tandis que ceux à plus basse énergie sont fortement affectés par la structure turbulente des champs. Les protons de basse énergie se propagent ainsi de manière très diffuse alors que ceux de haute énergie ne sont pas déviés.  L'émission de désintégration de pions à partir de protons se propageant dans ce régime résulte en une source étendue, HESS J1702-420B. Ce scénario place HESS J1702-420 comme un PeVatron.

#### Source de rayonnement Compton inverse
Dans le cas où les sources seraient indépendantes, HESS J1702-420A pourrait être une source de rayonnement Compton inverse, produite par l'interaction entre des électrons relativistes et des photons de basse énergie. Dans ce scénario, la source HESS J1702-420B ne trouve pas d'origine. Cependant, cette hypothèse est remise en cause par l'absence de contrepartie en rayons X, car des électrons relativistes devraient également émettre des rayons X par rayonnement synchrotron.

### Objet parent

#### Rémanent et Pulsar
Une des sources PeVatron envisagée pour expliquer l'émission gamma de HESS J1702-420 est le rémanent de supernova SNR G344.7-0.1 et le pulsar PSR J1702-4128. Les deux se trouvent dans un rayon de 0,5° par rapport au centre de la source de rayon gamma. G344.7 est âgé d'environ  3 000 ans et est très petit, cohérent avec le fait qu'il puisse agir comme un PeVatron,. Cependant, il est peu probable que G344.7 soit l'origine de HESS J1702-420, en cause une taille angulaire et un écart de distance (3,5 kpc et 14 kpc, respectivement) trop importants. PSR J1702-4128 semble aussi tomber dans ce cas de figure car il se situe à plus de environ 50 pc (∼163 al) du centre estimé de HESS J1702-420.